# Anopheles vinckei
Anopheles vinckei är en tvåvingeart som beskrevs av Meillon 1942. Anopheles vinckei ingår i släktet Anopheles och familjen stickmyggor. Inga underarter finns listade i Catalogue of Life.